# Хаапойя, Матти
Ма́тти Хе́йкинпойка Ха́апойя (фин. Matti Heikinpoika Haapoja; 16 сентября 1845, Стуркюро — 8 января 1895, Або, Великое княжество Финляндское, Российская империя) — российский серийный убийца и грабитель финского происхождения.

## Биография
Матти Хаапойя родился 16 сентября 1845 года. Свою преступную карьеру он начал с кражи лошадей.
В Рождество 1866 года в пылу ссоры Матти напал с ножом на Юхо Тенкку, нанеся тому несколько ножевых, но не опасных ран.
Первое убийство произошло по случайности: 6 декабря 1867 года Матти в пьяном угаре во время драки убил собутыльника, некоего Хейкки Импоннена. Его приговорили к 12 годам лишения свободы. В 1874 году за многочисленные побеги его приговорили к пожизненному лишению свободы. Позже пожизненный срок заменили на ссылку в Сибирь.
Летом 1876 года, ожидая пересылки, Матти совершил очередной побег. Во время него Матти скрывался в доме у некоего Эсы Нирхинена, местного фермера. 12 августа между беглецом и хозяином жилища произошла ссора, в ходе которой Матти трижды выстрелил в приютившего его хозяина. Две пули попали Эсе в ногу, третья угодила в лицо, несмотря на это, тому удалось выжить.
В январе 1879 года Хаапойя совершил новый побег, во время которого добирался до городка Вахакиро, где устроил поножовщину с местным жителем по фамилии Коивуниеми, тот отделался несколькими ножевыми ранениями и остался жив, а Матти снова вернули в тюрьму.
В 1880 году Матти Хаапойя наконец-то был выслан в Сибирь, попав на работы на территорию Акмолинской области. Пробыв в ссылке около 6 лет, Матти в 1886 году совершил второе убийство, жертвой стал один из заключённых.
Уже в Сибири Хаапойя подумывал о том, чтобы бежать с территории Российской империи в Америку. Некоторые источники сообщали, что в Сибири он совершил многочисленные кражи и разбои, убив ещё несколько человек, но доказать это не удалось.
В 1890 году преступник вернулся в Финляндию, где совершил третье убийство, жертвой стала проститутка Йемина Сало.
Вскоре он был схвачен в Порво. Кроме признания в убийстве Сало, он признался ещё в 18 убийствах, хотя следствие подозревало его в более 20. В суде удалось достоверно доказать лишь 2 эпизода. В 1894 году Матти был приговорён ко второму пожизненному сроку, который он должен был отбывать на территории Финляндии.
10 октября 1894 года до начала второго судебного заседания по новым обвинениям в убийствах он предпринял попытку побега, во время которой совершил четвёртое убийство, жертвой стал один из охранников, ещё двое получили ранения. Когда он понял, что не может выбраться из тюрьмы, он нанёс себе режущие ранения, но они оказались не смертельными. Был схвачен и водворён обратно в камеру.
8 января 1895 года покончил с собой, повесившись.
До 1995 года скелет Хаапойя хранился в музее преступлений в Вантаа, после чего был захоронен в Юлистаро.